# Rudolf Handel
Rudolf Handel, auch Rudolf von Handel oder Rudolf Freiherr von Handel (* 1. August 1821 in Nieder-Ingelheim (heute Ingelheim am Rhein), Provinz Rheinhessen (heute Rheinland-Pfalz); † 17. September 1879 in Linz) war Oberlandesgerichtsrat und Abgeordneter zum Österreichischen Abgeordnetenhaus.

## Leben
Rudolf Handel war Sohn des Gutsbesitzers Paul Anton Freiherr von Handel († 1847). Nach dem Besuch eines Gymnasiums in Frankfurt und Innsbruck studierte er Rechtswissenschaft an der Universität Innsbruck und von 1841 bis 1843 an der Universität Wien. Im Jahr 1843 trat er in den Gerichtsdienst als Praktikant am Landrecht in Salzburg ein. Ab 1844 war er Auskultant am Landrecht in Linz. 1849 nahm er zunächst als Kadett, dann als Leutnant am Feldzug in Ungarn teil (zunächst im 24. und später im 15. Linieninfanterie-Regiment). Im Jahr 1850 wurde er Assessor am Bezirksgericht Braunau am Inn, er wurde jedoch zur Dienstleistung ins Justizministerium einberufen. 1853 wurde er Ministerialkonzipist, 1854 Landesgerichtsrat und 1856 Oberlandesgerichtsrat in Ödenburg/Sopron. 1861 wurde er dem Landesgericht Salzburg zugewiesen. 1866 wurde er Oberlandesgerichtsrat und 1873 Präsident am Landesgericht Linz.
Von 1878 bis 1879 war er Präsident des Museums Francisco Carolinum in Linz. Am 26. Dezember 1878 wurde ihm das Ritterkreuz des Leopold-Ordens verliehen.
Er starb am 17. September 1879 im Alter von 58 Jahren an der „Bright'schen Nierenk.“[rankheit] (siehe Nierenversagen).
Er war von 1870 bis 1874 Mitglied im Oberösterreichischen Landtag (III., IV. und V. Wahlperiode) und war dort für den Großgrundbesitz zuständig. Von 1871 bis 1873 war er Landeshauptmann-Stellvertreter von Oberösterreich.
Er war römisch-katholisch und ab 1857 verheiratet mit Clothilde Gräfin Berchem, mit der er aber keine Kinder hatte. Er war der Bruder von Heinrich (1806–1887, Präsident des Obersten Militärgerichts), Maximilian (1809–1885, Diplomat) und von Sigmund Freiherr von Handel (1822–1887, ebenfalls Abgeordneter zum Abgeordnetenhaus). Sein Neffe war der oberösterreichische Statthalter Erasmus von Handel (1860–1928).

## Politische Funktionen
Rudolf Handel war mit einer kurzen Unterbrechung vom 4. November 1873 bis zum 20. August 1878 Abgeordneter des Abgeordnetenhauses im Reichsrat (V. Legislaturperiode) und war dort für die Kurie Oberösterreich, Großgrundbesitz zuständig. Seine Wahl wurde am 18. Dezember 1874 für ungültig erklärt, doch legte er nach seiner Wiederwahl am 11. Februar 1875 erneut den Amtseid ab. Sein Nachfolger war August Dehne.

## Klubmitgliedschaften
Rudolf Handel war Mitglied im Klub des Zentrums (Verfassungstreuer Großgrundbesitz).